# Gnosis
Gnosis (von altgriechisch γνῶσις gnō̂sis „[Er-]Kenntnis“ bzw. „Wissen“) oder Gnostizismus (latinisierte Form des griechischen γνωστικισμός gnōstikismós) bezeichnet als religionswissenschaftlicher Begriff verschiedene religiöse Lehren und Gruppierungen des 2. und 3. Jahrhunderts n. Chr., teils auch frühere Vorläufer. 
Der Ausdruck wird auch für verschiedene Strömungen verwendet, die in wirkungsgeschichtlichem Zusammenhang mit diesen Gruppierungen stehen oder in den vertretenen Lehren Ähnlichkeiten aufweisen.
Gnostische Positionen fassten teilweise auch in einigen Gemeinden des frühen Christentums Fuß. Die Gnosis entwickelte sich im 2. Jahrhundert zum theologischen Hauptgegner der frühen Kirche.
Trotz aller Verschiedenheiten zeigen die gnostischen Lehren eine gewisse Grundtendenz: Eine oberste, über alle irdische Wirklichkeit schlechthin erhabene „gute Gottheit“ entfaltet sich in vielfachen Abstufungen und Ausströmungen (Emanation). Die sichtbare Welt schuf ein „Demiurg“, der auch den minderwertigen „fleischlichen“ Menschen bildete, indem er das zur göttlichen Oberwelt gehörende Pneuma mit der „bösen Materie“ vermischte. Die Erlösung des Menschen liegt in der Gnosis, d. h. in der Erkenntnis seines kosmischen Geschicks und der Göttlichkeit seines eigenen Selbst.

## Sprachgebrauch
Die Ausdrücke Gnosis, Gnostik und Gnostizismus werden oft unterschiedslos verwendet. Üblicherweise bezeichnet Gnosis ein religiöses Wissen, das die Gnostiker nach eigenem Verständnis von der übrigen Menschheit abhebt. In der Literatur des zweiten und dritten Jahrhunderts war Gnostiker eine gängige Bezeichnung für christliche und jüdische, aber auch heidnische und hellenistische Intellektuelle. Gnō̂sis bedeutete „Erkenntnis“ im allgemeinen Sinn, so dass die Selbstbezeichnung als „Gnostiker“ oft unspezifisch ist. Gnostische Bewegungen im spezifischen Sinn wurden nach ihren Führern oder Gründern als Valentinianer, Simonianer oder Basilidianer bezeichnet, was aber vermutlich bereits Fremdbezeichnungen von Kritikern sind, während einige dieser Gruppen sich vermutlich schlicht „Christen“ nannten. Die unspezifische Selbstbezeichnung als Wissende oder Erkennende wurde im Gefolge antignostischer Polemik christlicher Theologen (insbesondere Irenäus von Lyon) ausgedehnt auf jene geistig nahestehenden Lehren, welche Glaubensinhalte mit spekulativ-philosophischen Elementen versahen und unter verschiedenen Hinsichten in Abhängigkeits- oder Ähnlichkeitsbeziehungen zu stehen scheinen.
Die spätere Literatur setzte oft eine einheitliche Bewegung namens Gnosis voraus. Der Begriff Gnostizismus entstammt der Neuzeit. Der englische Philosoph und Theologe Henry More prägte ihn im 17. Jahrhundert zur Zusammenfassung sämtlicher christlicher Häresien. Seit dem 18. Jahrhundert dienen Gnosis oder Gnostizismus auch als Interpretationskategorie für zeitgenössische religiöse oder philosophische Strömungen (etwa bei Ferdinand Christian Baur, Johann Gottlieb Fichte oder Rudolf Steiner). Damit gerät freilich das religionsgeschichtliche Phänomen, welches in der Antike als Gnosis bezeichnet wird, aus dem Blick. Auf dem Gnosis-Kongress von Messina wurde daher 1966 eine präzisere Sprachregelung vorgeschlagen. Danach bezeichne Gnosis ein „Wissen um göttliche Geheimnisse, das einer Elite vorbehalten ist“, Gnostizismus hingegen „eine bestimmte Gruppe von Systemen des 2. Jahrhunderts nach Christus“, welche durch historische und typologische Merkmale umgrenzt wird. Dieser Vorschlag steht nicht nur im Konflikt mit der Begriffsgeschichte (etwa insofern er das religionsgeschichtliche Phänomen von einem für Historiker unbrauchbaren Gnosis-Begriff abtrennt), sondern ist auch unterbestimmt.
In der jüngeren Diskussion ist – abhängig von der historischen Einschätzung – umstritten, ob Gnosis als Bewegung innerhalb der christlichen Religion (mit möglicherweise vorchristlichen Vorstufen) zu fassen ist (so etwa Adolf von Harnack) oder als Weltanschauung oder Religion, die sich verschiedenen Religionen anpassen kann (so etwa Gilles Quispel und zeitweise Hans Jonas und Eric Voegelin). Hierbei wird unterschiedlich beurteilt, ob Gnosis eine ursprünglich eigenständige Religion oder einen Versuch darstellt, die jüdisch-christliche Religion philosophisch zu untermauern, der dann in der manichäischen Religion endet. Insbesondere jüngere Textfunde haben die Einsicht geschärft, dass es ein einheitliches Phänomen Gnosis nur im Rahmen typologischer Konstruktionen gibt (so etwa Christoph Markschies). Teilweise behalten Religionswissenschaftler den Terminus Gnostizismus auch den ausgearbeiteteren Systemen des späten zweiten und dritten Jahrhunderts vor. Im angelsächsischen Sprachgebrauch hat sich der Terminus gnosticism weitgehend zur religionswissenschaftlichen Eingrenzung auf spezifische mythische Erscheinungsformen durchgesetzt.

## Hauptmerkmale der Gnosis
Kurt Rudolph (1977) entwirft fünf Wesenmerkmale, um die Gnosis zu ordnen bzw. zu charakterisieren:
- Dualismus, es besteht ein Gegensatz zwischen Gut und Böse, und es gibt einen transzendenten, verborgenen Gott und einen niederen Schöpfergott (Demiurg)
- Kosmogonie, auch im Ergebnis werden Dualitäten beschrieben, Licht und Finsternis, Geist und Fleisch; das Böse war von Anfang an in der Schöpfung vorhanden
- Soteriologie, eine Erlösung wird in der Gnosis über den Weg der Erkenntnis des dualistischen Charakters der Welt beschritten.
- Eschatologie, Ziel des Gläubigen ist es, sich in den Ort des Guten hinein zu bewegen, das Primat der spirituellen Dimension in der eigenen Existenz zu erkennen
- Gemeinde und Kult

Zu den zentralen Inhalten der Gnosis gehören die folgenden Thesen:
- Es gibt einen vollkommenen allumfassenden Gott.
- Durch einen eigenmächtigen bzw. selbstbezogenen Akt in den Äonen tritt ein unvollkommener Gott ins Dasein. Dieser wird Demiurg oder Schöpfergott genannt, weil er seinerseits eigenmächtig das materielle All erschafft.
  - Der Demiurg wird in vielen gnostischen Schriften mit JHWH identifiziert, dem Gott des Tanach, des Alten Testaments der Bibel.
  - Daher gehen die Gnostiker davon aus, dass Jesus von Nazareth nicht der Sohn des Gottes der Juden ist, sondern – als eine Inkarnation des Christus – das Kind der vollkommenen Gottheit, also geistig verstanden, nicht etwa körperlich (Christologie).
- Ebenfalls erschafft der Demiurg den Menschen und verbringt diesen in immer dichtere Materie.
- Die Schöpfung (und der Mensch) tragen jedoch grundsätzlich das Prinzip der ursprünglichen vollkommenen Gottheit in sich, von dem sie nicht zu trennen sind.
- Einige gnostische Strömungen sehen die materielle Welt inklusive menschlichem Körper als „böse“ an, andere legen den Schwerpunkt auf das innewohnende geistige Prinzip, das den Rückweg zur geistigen Vollkommenheit respektive Einheit ermöglicht.
- Das innewohnende geistige Prinzip, auch Pneuma, Funke oder Samenkorn genannt, muss dem Menschen in Abgrenzung zur Psyche bewusst werden, um die Verhaftungen an die materielle Welt erkennen und lösen zu können.

Christoph Markschies (2001) schlägt auf Grundlage eines „gewissen Konsens[es]“ der neueren Forschung ein typologisches Modell vor. Demnach sind solche theologischen Systeme gnostisch, die durch mehrere der folgenden Motive gekennzeichnet sind:
1. Die oberste Gottheit ist jenseitig und fern.
2. Es gibt weitere göttliche Figuren, die den Menschen näher sind.
3. Die materielle Welt ist böse, der Gnostiker fühlt sich in ihr fremd.
4. Der in platonischer Tradition als Demiurg bezeichnete Schöpfergott ist unwissend oder böse.
5. Göttliche Funken fielen in die materielle Welt, schlummern nun in einem Teil der Menschen und können befreit werden.
6. Ein Erlöser steigt aus der oberen Sphäre herab (und später wieder hinauf), um den Menschen die Erkenntnis über ihren Zustand mitzuteilen.
7. Wer erkennt, dass der Funke in ihm ist, erlangt Erlösung.
8. Sowohl der Gottesbegriff als auch die Entgegensetzung von Geist und Materie und die Anthropologie sind dualistisch.

## Antike Gnosis
Ähnlichkeiten zu gnostischen Gruppierungen und Einflüsse auf diese diskutiert man für religiöse Bewegungen im syrischen, persischen und hellenistisch-jüdischen Umfeld. Die exakten Abhängigkeiten und Einflüsse dieser Bewegungen untereinander sind schwer festzustellen und umstritten; inwieweit man sie bereits gnostisch nennen kann, hängt stark davon ab, wie man diesen Begriff versteht. Die Annahme einer „jüdischen Gnosis“ etwa ist im Gegensatz zur Rede von „jüdischen Wurzeln der Gnosis“ umstritten, weil viele Charakteristika und ein Interesse an alttestamentlichen biblischen Texten fehlen.
Größere Kenntnis ermöglichen die überlieferten Quellen für gnostische Gruppen im frühen Christentum, wobei Elemente der antiken griechischen Philosophie und Religiosität (insbesondere Mittelplatonismus und Neupythagoräer, Seelenwanderungslehre), persischer (insbesondere Zoroastrismus), babylonischer und ägyptischer Religionen auszumachen sind. Auch Zusammenhänge mit dem etwa gleichzeitig in Nordindien entstandenen Mahayana-Buddhismus werden erwogen.

### Nichtchristliche gnostische Gruppierungen
Der Manichäismus war eine gnostisch geprägte, intensiv missionierende antike Religion, die sich bis nach China ausbreitete. Sein Gründer Mani war in einer christlichen Täufergemeinschaft aufgewachsen und betrachtete sich als Apostel Christi und als Fortsetzer und Vollender von dessen Lebenswerk.
Der Manichäismus wurde unter Diokletian als persische Bedrohung verfolgt. Gegen Ende des vierten Jahrhunderts ergriffen christliche Kaiser Maßnahmen gegen die Manichäer. Der gegenüber dem Heidentum tolerante Valentinian I. erließ Gesetze, nach denen das Eigentum der Manichäer konfisziert werden konnte, Gratian reihte sie zusammen mit den extremen Arianern als unerwünscht ein und Theodosius I. erließ Gesetze, die den Manichäismus verboten.
Die Mandäer sind eine bis heute existierende Minderheit im Irak, in Iran und weltweit, wo die vorherrschende Religion gnostische Einflüsse aufweist.
Im Islam werden einige Gruppierungen der Schia (Ismailiten, Aleviten, Nusairier und Drusen), sowie die aus der Schia hervorgegangenen synkretistischen Religionen der Gnosis zugerechnet. Manchmal werden auch die Sufis (Anhänger der islamischen Mystik) zu den Gnostikern gerechnet. Wie in der christlich geprägten Gnosis, gilt auch in der islamischen Gnosis die materielle Welt als „fremd“. Ähnliches gilt für die Merkaba-Mystik, die Kabbala und den Chassidismus als Strömungen jüdischer Mystik.

### Gnostische Gruppierungen im Christentum
Der Ausdruck Gnosis wird erst im Zuge der Konstitution großkirchlicher Autorität zunehmend trennschärfer verwendet. Mit dem Ausdruck Gnostiker werden anfangs die verschiedensten Personenkreise bezeichnet. Dies hat Adolf Harnack deutlich beschrieben. Er beschreibt den frühchristlichen Gnostizismus als eine sehr variantenreiche Bewegung, die an ihren Extremen kaum vom Volkschristentum einerseits oder vom hellenistischen Synkretismus auf der anderen Seite unterschieden werden kann. Er führt am einen Extrem die Enkratiten auf, die einen strikten Asketismus in der Nachfolge Christi betonten und nur manchmal dualistische Ideen aufnahmen, zur Spekulation neigende christliche Theologen wie Origenes ebenso wie unauffällige doketistische Gemeinschaften und am anderen Extrem die Karpokratianer, die neben Statuen von Pythagoras, Platon und Aristoteles dem Genius Jesu eine Statue aufstellten. Noch weiter in der säkularen Kultur gab es Zauberer und Wahrsager mit christlichem Aushängeschild sowie Scharlatane, die mit unverständlichen Beschwörungsformeln den Leuten das Geld aus der Tasche lockten. In der Mitte seien die gnostischen Gruppierungen wie Valentianer, Basilidianer und Ophiten auszumachen. Heute würden viele Historiker den genannten Personenkreisen keine übergeordnete Gruppenidentität einer Bewegung der Gnosis mehr zuschreiben.
Frühe Vertreter der gnostischen Gruppierungen sind Simon Magus, Menandros, Satornilos, Basilides.
Große Systementwürfe und gnostische Schulen entstehen im 2. und 3. Jh., vor allem die Valentinianer mit Valentinus, Herakleon und Ptolemäus und die sogenannten Barbelo-Gnostiker, auch die Ophiten. Für die sogenannte sethianische Gnosis wird eine Gruppenidentität oft (etwa von B. Layton) bezweifelt, zumal die entsprechenden Texte stark differierende Systeme erkennen lassen. Marcion unterscheidet sich trotz vieler Gemeinsamkeiten in entscheidenden Punkten von ihnen, weshalb sein Status als Gnostiker umstritten ist. Gemeinsam ist diesen Entwürfen der Versuch, eine Synthese jüdisch-christlicher Theologie und vulgärplatonistischer Spekulation in mythologischem Gerüst auszudrücken, wobei göttliche Eigenschaften personifiziert und irdische heilsgeschichtliche und himmlischen Geschehnissen vorgebildet werden.
Die Valentinianische Abhandlung, das einzige originale Dokument der Valentinianer, das auch Irenäus paraphrasiert, gibt in erzählendem Duktus eine platonisierende Lehre von drei Seelenteilen, denen eine dreiteilige anthropologische Klassifizierung entspricht:
1. pneumatikoi (griech. πνευματικοί ‚Geist-artige‘)
2. psychikoi (griech. ψυχικοί ‚Seelen-artige‘)
3. hylikoi (griech. ὑλικοί ‚Stoff-artige‘)

Die Sophia Achamoth gibt, nach der dort gegebenen Erzählung (hier nach W. A. Löhr paraphrasiert), den Pneumatikern die pneumatischen Samen, um mit dem psychischen Seelenteil geformt zu werden. Der psychische Seelenteil muss moralisch erzogen werden, durch die Welt und den Erlöser. Der Erlöser ist pneumatischer und psychischer Natur. Da er keine hylische Natur angenommen hat, kann diese nicht gerettet werden. Die Heilsgeschichte hat ihr Ziel in der Rückkehr der pneumatischen Elemente zum Pleroma. Befreit von ihrer psychischen Hülle, verbinden sich die pneumatischen Seelenteile mit den Engeln, die den Erlöser umgeben. Die psychischen Seelenteile, welche sich durch Glaube und gute Werke bewährt haben, steigen in die erste Achtheit des Pleromas auf.
Die Anhänger der gnostischen Schulen wurden während der Christenverfolgungen ebenso verfolgt wie die apostolischen Kirchen; so wurden beispielsweise die alexandrinischen Karpokratianer bei der Christenverfolgung von 202 durch Septimius Severus vernichtet.

## Spätere Einflüsse von oder Bezugnahmen auf gnostische Überlieferungen
Gnostische Elemente wurden im mittelalterlichen Europa von Alchemisten, den Bogomilen und den Katharern übernommen, in der islamischen Welt u. a. von Drusen und Jesiden. Auch der Spiritualismus wurde mit gnostischen Traditionen in Verbindung gebracht.
Im 19. Jahrhundert übernahmen das Mormonentum und später die Theosophie verschiedene gnostische Wesenszüge. Für das 20. Jahrhundert werden teils Einflüsse auf die Anthroposophie, die Rosenkreuzer, die Gralsbewegung, und die Psychologie von Carl Gustav Jung diskutiert.
Der Historiker Nicholas Goodrick-Clarke betont den Einfluss gnostischer und manichäischer Denkmuster auf Ideologien rassistischer Esoterik, etwa in der Ariosophie oder bei Miguel Serrano.
Insbesondere unter Verwendung eines nicht religionswissenschaftlich-historisch, sondern inhaltlich bestimmten Gnosis-Begriffs haben einige Autoren (darunter auch Psychologen, Philosophen des 19. und 20. Jahrhunderts) einen Zusammenhang mit „Gnosis“ hergestellt.

## Gnostische Kirchen der Neuzeit
Sogenannte „gnostische Kirchen“ sind seit Ende des 19. Jahrhunderts entstandene spirituelle Gemeinschaften und esoterische Gruppen, die sich auf gnostisches Gedankengut berufen und deren Anschauungen nicht den Lehren herkömmlicher Kirchen entsprechen. Der Begriff „gnostische Kirche“ fand historisch erstmals bei Joanny Bricauds „Église Gnostique“ Verwendung. Zu den „gnostischen Kirchen“ zählen unter anderem die Liberalkatholische Kirche, die Gnostisch-Katholische Kirche („Ecclesia Gnostica Catholica“) von Theodor Reuss, die Gnostische Schule (Peithmann), das Lectorium Rosicrucianum, die Gnostische Gemeinde der Urdner (Berlin), die Gemeinde der Gnostiker (E. H. Schmitt), die Gnostische Tempel-Brüderschaft (Herford) und die Altgnostische Kirche von Eleusis (Hamborn).
Die erste gnostische Kirche der Neuzeit, die Église gnostique universelle, wurde am 21. September 1890 von dem Spiritisten Jules Doinel (1842–1902) gegründet. Ihre apostolische Sukzession leitete die gnostische Kirche Dionels aus der Tradition zweier Vorläufer ab: Den gnostischen Lehren des Memphis-Misraïm-Ritus und der Johannitischen Kirche der Urchristen (Église Johannite des Chrétiens Primitifs), die sich Anfang des 19. Jahrhunderts von der vorwiegend in Frankreich wirkenden mystisch-maurischen Geheimgesellschaft des urchristlich-neognostisch nachempfundenen Tempelritterordens abspaltete. Die „Johannitische Kirche der Urchristen“ leitete ihre Sukzession wiederum von den Urchristen ab, deren Lehren im johanneischen Christentum am direktesten überliefert worden seien. Seine Berufung bezog der Hochgradfreimaurer Jules-Stanislas Dionel, der sich im 66. Grad des Memphis-Misraïm-Ritus mit der Freimaurerei in Orléans beschäftigte, aus der Charter des Gnostikers Kanzler Etienne, der Anfang des 11. Jahrhunderts wegen seiner Zugehörigkeit zu einem gnostischen Geheimbund als katharischer Märtyrer verbrannt wurde.

## Einführungen
- Siegfried G. Richter: Das koptische Ägypten. Schätze im Schatten der Pharaonen (mit Fotos von Jo Bischof). Wissenschaftliche Buchgesellschaft, Darmstadt 2019, ISBN 978-3-8053-5211-6, S. 103–111.